# 青木高光
青木 高光（あおき たかみつ、1967年 - ）は、AAC（拡大・代替コミュニケーション）の研究者。学校法人西軽井沢学園さやか星小学校校長、東京大学先端科学技術研究センター連携研究員、NPO法人ドロップレット・プロジェクト代表理事。特別支援教育におけるコミュニケーション支援やICT活用の研究・実践を専門とし、コミュニケーションシンボル「Drops（ドロップス）」の開発者として知られる。

## 経歴
長野県出身。信州大学教育学部障害児教育学科を卒業後、長野県長野養護学校や長野県稲荷山養護学校などに勤務。
2019年から2021年まで独立行政法人国立特別支援教育総合研究所主任研究員、2022年から2024年までは特任研究員を務めた。
2022年・2023年に長野県教育委員会ICT活用推進ブロックリーダーに就任。2022年より文部科学省DX戦略アドバイザーとして全国の学校におけるICT導入支援に携わっている。
2024年より学校法人西軽井沢学園さやか星小学校校長。

## 業績
- NPO法人ドロップレット・プロジェクト代表理事として、コミュニケーション用シンボル「Drops」やアプリ「DropTalk」を開発[1]。
- Apple社よりApple Distinguished Educatorsに認定され、ICTを活用した教育実践が評価されている[5]。

## 著書
- 『絵で見てわかる! 視覚支援のカード・教材100-自分で「できる! 」を楽しく増やす』（Gakken、2021年4月）
- 『今日から使える!特別支援iPad活用法: 見える・わかる・できる・使える111のアイデア』（合同出版、2021年9月）
- 『「1人1台」端末で特別支援教育が変わる! ―すぐに取り組め,役立つアイデア123』（東洋館出版社、2022年3月）
- 『わかる、できる、伝えられる、ように…　教室の中の視覚支援 場所・時間・活動を構造化しよう』（明治図書出版、2024年7月）
- 『ことばの理解を支援する ドロップス絵カード100』（合同出版、2024年10月）
- 『視覚シンボルで楽々コミュニケーション　完全版　障害者の暮らしに役立つシンボル 2555 データリンク付き』（エンパワメント研究所、2024年12月）
- 『特別支援教育 絵やカードですぐできる! 視覚支援の教材&活動』（学陽書房、2025年10月予定）